# Simon Easterby
Simon Henry Easterby (Harrogate, 21 luglio 1975) è un ex rugbista a 15 e allenatore di rugby a 15 irlandese, a lungo terza linea ala degli Scarlets, e internazionale sia per l'Irlanda che per i British Lions, dal 2014 allenatore degli avanti della Nazionale irlandese.

## Biografia
Nato ad Harrogate, nel North Yorkshire, da madre irlandese e padre inglese, Simon è fratello di Guy Easterby, anch'egli rugbista professionista; compì gli studi superiori ad Ampleforth.
La sua prima squadra professionistica fu il Leeds Tykes nel 1998 in English Premiership ma, dopo solo una stagione, fu in Galles al Llanelli con cui prese parte al campionato locale e, nel 2001, quando prese il via la Celtic League, trasferendosi in tale torneo ed entrando nella successiva rappresentativa degli Scarlets, che ereditò il posto di Llanelli.
Avendo la possibilità di giocare sia per l'Inghilterra che per l'Irlanda, scelse quest'ultima con la quale esordì contro la Scozia nel Sei Nazioni 2000.
Prese parte, con l'Irlanda, alla Coppa del Mondo di rugby 2003 in Australia mentre nel 2004 vinse la Celtic League con gli Scarlets.
Nel 2005 fece parte della spedizione dei British Lions che fu impegnata in tour in Nuova Zelanda, e due anni più tardi prese parte alla Coppa del Mondo di rugby 2007 in Francia.
La sua carriera internazionale durò fino a tutto il Sei Nazioni 2008 mentre la carriera di club giunse a termine nel 2010: subito dopo la fine dell'attività agonistica divenne allenatore degli avanti degli stessi Scarlets, dai quali fu promosso allenatore-capo nel 2012.
Nel luglio 2014 si dimise dall'incarico di allenatore degli Scarlets per assumere quello di tecnico degli avanti della Nazionale irlandese.

## Palmarès
- Celtic League: 1
Scarlets: 2003-04